# Concordia Versicherungs-Gesellschaft auf Gegenseitigkeit

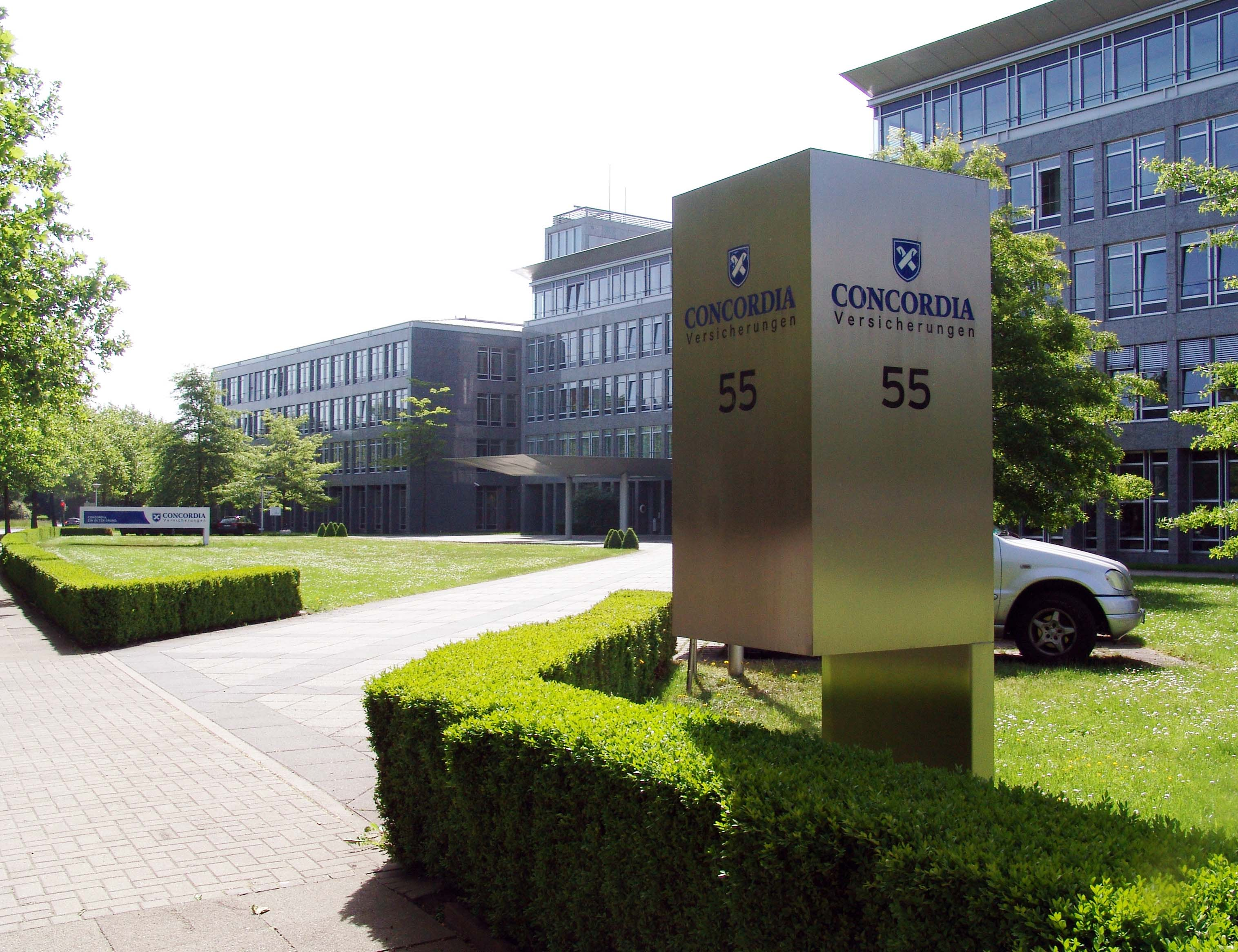
Direktion in Hannover

Die Concordia Versicherungs-Gesellschaft auf Gegenseitigkeit ist eine deutsche Versicherungsgesellschaft mit Sitz in Hannover. Die Versicherungsgruppe Concordia bietet Schaden-/Unfallversicherungen und Personenversicherungen für Privatpersonen, Selbständige und Unternehmen an. Das Unternehmen ist nicht mit der in der Schweiz tätigen gleichnamigen Concordia Schweizerische Kranken- und Unfallversicherung zu verwechseln.

## Geschichte
Die Concordia Versicherungs-Gesellschaft auf Gegenseitigkeit, in der Organisationsform ein Versicherungsverein auf Gegenseitigkeit, wurde 1864 von Heinrich Adolf Mohrhoff unter dem Namen Hoyaische Provinzial-Mobiliar-Feuerversicherungs-Gesellschaft Concordia als ein Feuerversicherer für die Landwirtschaft gegründet.
Im Jahre 1975 wurden mit der Gründung der Concordia Lebensversicherungs-AG auch Lebensversicherungen angeboten.
Weitere Tochtergründungen waren die Concordia Holding AG, die oeco capital Lebensversicherung AG, die Concordia Krankenversicherungs-AG und die Concordia Rechtsschutz-Versicherungs-AG sowie die Cordial Versicherungs-Dienstleistungen GmbH, die Concordia Service GmbH und die Cordial Grundstücks-GmbH.
2000 beschritt die Concordia den polnischen Markt; gegründet wurden hierfür die Tochterunternehmen Concordia Wielkopolska TUW, ein Versicherer auf Gegenseitigkeit, sowie der Lebensversicherer Concordia Capital S.A. Das Engagement in Polen wurde 2018 beendet.
Im September 2014 wurde die Verschmelzung der Oeco Capital Leben auf die Concordia Leben angekündigt, was im August von der Bundesanstalt für Finanzdienstleistungsaufsicht (BaFin) genehmigt worden war. 2016 erfolgte mit Genehmigung der BaFin die Vermögensübertragung der Concordia Rechtsschutz-Versicherungs-AG auf die Concordia Versicherungs-Gesellschaft auf Gegenseitigkeit.

## Struktur und Kennzahlen
Die Concordia Holding AG und die Cordial Grundstücks-GmbH werden zu 100 % von der Konzernmutter Concordia Versicherungs-Gesellschaft auf Gegenseitigkeit gehalten. Die Holding wiederum hält 100 % der Anteile an den Tochtergesellschaften Concordia Lebensversicherungs-AG, Concordia Krankenversicherungs-AG, Concordia Rechtsschutz-Leistungs-GmbH, oeco capital Lebensversicherung AG, Cordial Versicherungs-Dienstleistungen GmbH und Concordia Service GmbH.
Die gebuchten Brutto-Beitragseinnahmen des Versicherungsvereines als Mutterunternehmen beliefen sich 2021 auf 662 Millionen Euro. Gemeinsam mit den inländischen Tochtergesellschaften für das Rechtsschutzgeschäft sowie für das Lebensversicherungs- und Krankenversicherungsgeschäft stiegen die Beitragseinnahmen der Versicherungsgruppe im Jahr 2021 auf 878 Millionen Euro.